# إدوين تايلور بولوك
إدوين تايلور بولوك (بالإنجليزية: Edwin Taylor Pollock)‏ هو ضابط أمريكي، ولد في 25 أكتوبر 1870 في ماونت غيلاد في الولايات المتحدة، وتوفي في 4 يونيو 1943 في واشنطن العاصمة في الولايات المتحدة.